# Frederica Montseny, la dona que parla
Frederica Montseny, la dona que parla (en español Federica Montseny, la mujer que habla) es una película de drama histórico dirigida por Laura Mañá y estrenada en 2021. El argumento gira en torno a la trayectoria vital de Federica Montseny, dirigente anarcosindicalista de la Confederación Nacional del Trabajo (CNT) y ministra de Sanidad y Asistencia Social durante la Segunda República Española.

## Argumento
En 1936, Federica Montseny se convirtió en la primera mujer que ejercía un cargo de ministra en toda Europa cuando asumió la cartera del Ministerio de Sanidad y Asistencia Social del Gobierno de la Segunda República Española. La decisión, tomada a regañadientes porque no era partidaria de las formas de poder, se vio condicionada por el gran impacto social del anarcosindicalismo, por la necesidad de detener el ascenso del fascismo en el contexto bélico de la guerra civil y, sobre todo, por las potencialidades que ofrecía el cargo a la hora de contrarrestar el avance de las tropas del bando franquista tras el golpe de Estado de julio de 1936.
Sin embargo, una vez finalizó la guerra, se vio obligada a exiliarse en Francia, donde fue detenida por la Gestapo y sometida a un juicio de extradición que le llevaría a una muerte segura si caía a manos de las autoridades franquistas. Si bien en el juicio hacía falta que se mostrara como una gran defensora de la Segunda República Española, se negó a hacerlo y se arrepintió de la decisión de entrar en el gobierno. Independientemente de su postura frente al tribunal logró evitar la extradición porque estaba embarazada de su tercera hija, Blanca.

## Reparto
El reparto de intérpretes de la película son:
| Intérprete            | Personaje                 |
| --------------------- | ------------------------- |
| Márcia Cisterón       | Frederica Montseny        |
| Emilio Gutiérrez Caba | Francisco Largo Caballero |
| Miquel Gelabert       | Federico Urales           |
| Òscar Muñoz           | Germinal Esgleas          |
| Ivan Benet            | Joan García Oliver        |
| Pep Ambròs            | Marianet                  |

Otros intérpretes de la obra fueron:
| Intérprete        | Personaje                  |
| ----------------- | -------------------------- |
| David Bagés       | Joan Peiró                 |
| Fran Nortes       | Juan López                 |
| Candela Moreno    | Mercedes Maestre           |
| Vicente Genovés   | Manuel Azaña               |
| Jaime Linares     | Juan Negrín                |
| Sergi Torrecilla  | Jesús Hernández            |
| Òscar Intente     | Lluís Companys             |
| Rolando Raimjanov | Marcel Rosenberg           |
| Òscar Bosch       | Vladimir Antónov-Ovséienko |
| Timothy Cordukes  | comisario Taupin           |
| Pau Vercher       | Anton Carlet               |
| Isabel Rocatti    | Soledad Gustavo            |
| Manu Valls        | José María Ruiz Robles     |

## Producción
La película se empezó a grabar en octubre de 2020 y se alargó durante varias semanas, en las que se eligió como lugar de rodaje varios lugares de la Comunidad Valenciana, como Sueca (Ribera Baja), San Isidro de Benaixeve y Valencia (Huerta de Valencia), y más concretamente, edificios de renombre como el Palacio de la Generalidad Valenciana y el Palacio consistorial de Valencia.
El coste de producción osciló los 1'2 millones de euros. El largometraje contó con los guiones de Rafa Russo y Mireia Llinàs y fue producida por Distinto Films, en coproducción con Televisión de Cataluña y Voramar Films. También recibió la participación de À Punt Mèdia, el apoyo del programa de la Unión Europea Creative Europe Media, y la colaboración del Instituto Valenciano de Cultura y el Instituto de la Mujer y para la Igualdad de Oportunidades de España.

## Estreno
El 8 de marzo de 2021, coincidiendo con el Día Internacional de las Mujeres, se retransmitió simultáneamente y en horario de máxima audiencia, a los canales À Punt del Valencia, IB3 Televisió de las Islas Baleares y TV3 de Cataluña. De esta forma se convirtió en la segunda obra producida y emitida simultáneamente por las tres corporaciones de televisión pública en catalán, después de que el 2 de octubre de 2020 se hizo exitosamente con La muerte de Guillem.

## Recepción

### Audiencia
El estreno de la coproducción en el canal de televisión pública catalana TV3 tuvo 376.000 espectadores y una cuota del 16,2%. Este resultado le permitió liderar la franja horaria y terminó teniendo una audiencia acumulada de 913.000 espectadores. Asimismo, el canal de televisión pública valenciana À Punt reunió a 135.000 espectadores y una cuota de audiencia del 6,8%. En el caso insular, el canal de televisión pública balear IB3 Televisió obtuvo un resultado de 9.000 espectadores y una cuota del 3,2%.

### Crítica
El crítico Joan Burdeus, en la revista Nube, manifestó que tenía una «iluminación diáfana, el plan contraplano amabilísimo, y una dicción teatral que haría llorar de alegría a mi profesora de catalán». También consideró que se trataba de «un producto tan recontraclásico, con tan pocas ínfulas y de una vocación pedagógica tan fácil de abrazar, que incluso me pareció subversiva».

## Premios y nominaciones
| Año  | Premio        | Categoría                      | Resultado | Ref.   |
| ---- | ------------- | ------------------------------ | --------- | ------ |
| 2022 | Premios Gaudí | Mejor película para televisión | Candidata | [ 12 ] |